# علی عطشانی
علی عطشانی (زادهٔ ۲۶ اردیبهشت ۱۳۵۷) کارگردان، نویسنده و تهیه‌کننده ایرانی است. او فارغ‌التحصیل رشته کامپیوتر است. وی فعالیت فیلمسازی خود را از سال ۱۳۷۳ با ساخت فیلم داستانی حبیب آغاز کرد. از دیگر فعالیت‌های وی در مقام کارگردانی به فیلم‌های کوتاه و مستند نیز می‌توان اشاره کرد.

## حواشی
علی عطشانی برای دستمزد ۹۰ میلیونی که در سال ۸۸ برای سه روز فیلمبرداری به محمدرضا گلزار (بابت فیلم «دموکراسی تو روز روشن») پرداخت کرد، همچنین ساختن اولین فیلم سه بعدی سینمای ایران («آقای الف»)، انتقادهای فراوان به محمود احمدی‌نژاد در فیلم «تلفن همراه رئیس‌جمهور» و توقیف یک ساله فیلم، استفاده از ناصر ملک مطیعی برای اولین بار پس از انقلاب (در فیلم «نقش نگار»)، توقیف سه ساله فیلم «پارادایس» و ساخت اولین فیلم سینمایی مشترک ایران و هالیوود، همواره یکی از خبرسازترین کارگردانان ایران بوده است. او با توقیف فیلمهایش: «تلفن همراه رئیس‌جمهور» به مدت یک سال، «نقش نگار» به مدت دو سال، «پارادایس» به مدت سه سال از رکورد داران توقیف در سینمای ایران است. 
فیلم «1st born (اولین تولد)» که نخستین فیلم یک کارگردان ساکن ایران در هالیوود است در دسامبر ۲۰۱۹ در آمریکا به نمایش درآمده است که قرار بود همزمان با هالیوود در ایران هم به نمایش در بیاید که به علت جو سیاسی فیلم، فیلم توقیف شد. جدیدترین کار این کارگردان ایرانی در هالیوود «ماه کوچک من» نام دارد.
یکی از حاشیه‌های او حضور بابک زنجانی به عنوان سرمایه‌گذار در فیلم‌هایش بوداو حضور بابک زنجانی در ارتباط با سینما را شجاعانه دانسته و این کار او را بسیار ستودنی و قابل ستایش اعلام کرد.

## فیلم‌ها
| سال  | فیلم                         | سمت                           | توضیحات                             |
| ---- | ---------------------------- | ----------------------------- | ----------------------------------- |
| ۱۳۷۳ | داستانی حبیب                 | کارگردان                      |                                     |
| ۱۳۸۳ | داستانی پوزتیوهای فراموش شده | کارگردان                      |                                     |
| ۱۳۸۶ | داستانی یک قدم تا خدا        | کارگردان                      |                                     |
| ۱۳۸۶ | داستانی پوست موز             | کارگردان                      | شبکه خانگی                          |
| ۱۳۸۷ | تله فیلم فرمانده             | کارگردان                      |                                     |
| ۱۳۸۸ | سینمایی دموکراسی تو روز روشن | کارگردان                      | به تهیه‌کنندگی محمدعلی زم            |
| ۱۳۸۹ | تله فیلم مسیر آسمان          | کارگردان                      |                                     |
| ۱۳۸۹ | سینمایی در امتداد شهر        | کارگردان                      |                                     |
| ۱۳۹۰ | سینمایی تلفن همراه رئیس‌جمهور | کارگردان                      |                                     |
| ۱۳۹۰ | تله فیلم گنگ خوابدیده        | کارگردان                      |                                     |
| ۱۳۹۱ | سینمایی آقای الف             | کارگردان                      |                                     |
| ۱۳۹۲ | سینمایی نقش نگار             | کارگردان                      |                                     |
| ۱۳۹۳ | سینمایی پارادایس             | کارگردان و تهیه‌کننده          |                                     |
| ۱۳۹۴ | سینمایی هفت معکوس            | تهیه‌کننده                     | به کارگردانی مهدی خسروی             |
| ۱۳۹۵ | سینمایی یادم تو رو فراموش    | کارگردان وتهیه‌کننده           |                                     |
| ۱۳۹۶ | سینمایی اولین تولد           | کارگردان                      | محصول هالیوود                       |
| ۱۳۹۶ | سینمایی کاتیوشا              | کارگردان، تهیه‌کننده و نویسنده |                                     |
| ۱۳۹۸ | سینمایی سلفی با دموکراسی     | کارگردان                      |                                     |
| ۱۳۹۹ | سینمایی کوسه                 | کارگردان وتهیه‌کننده           |                                     |
| ۱۴۰۰ | سینمایی رویای کاغذی          | کارگردان وتهیه‌کننده           |                                     |
| ۱۴۰۰ | سینمایی لوتریا               | نویسنده و کارگردان وتهیه‌کننده | محصول هالیوود و فیلمبرداری در مکزیک |
| ۱۴۰۲ | سینمایی ماه کوچک من          | کارگردان وتهیه‌کننده           | محصول هالیوود                       |

## مستند و کوتاه
1. نمای انتظار
2. سرمشق
3. هدیه
4. مستند چهارشنبه عزیز
5. مستند سرشار از تهی
6. مستند ناتمام
7. مستند سخت‌ترین امتحان (مصاحبه با محمود فرشچیان ویژهٔ عید قربان)